# 刘奕 (足协)
刘奕，中华人民共和国体育产业专家。原中国足球协会秘书长、上海巍美文化发展有限公司高级副总裁。

## 生平
刘奕早年在英国学习经济管理学，之后在英国注册了一家公司。
刘奕曾给重庆市人民政府代理引进了南非的建筑工程，后来又承担起为前卫寰岛寻找南非外援的任务，引进了马克·威廉姆斯。此后，他还曾出任孙继海、李章洙、米伦等人的经纪人。2004年，刘奕运作了英国霍华德·威尔金森执教上海申花。
2019年，刘奕将环意自行车赛引入中国。2019年8月，刘奕当选中国足球协会第十一届执委会成员。同年8月22日，刘奕出任中国足球协会秘书长。2023年1月15日遭到免职。

### 落马
2023年1月19日，刘奕涉嫌“严重违法”接受中国共产党中央纪律检查委员会、国家监察委员会驻国家体育总局纪检监察组和湖北省监委监察调查。2024年8月28日，刘奕出庭受审，指控罪名是受贿罪。2024年12月11日，刘奕被判有期徒刑11年。